# Odó I de Tolosa
Odó I de Tolosa (Eudes, en la seva nominació francesa; 875? – 919) fou comte de Tolosa i Roergue (886- 919), marquès de Gòtia i comte d'Albi per dret uxori, és a dir de la seva muller (860 - 919).
Fill de Ramon I de Tolosa i Berta del Maine. A la mort de Bernat Plantapilosa l'any 886, va rebre els comtats de Tolosa, Nimes, Carcí i Roergue que aquell havia usurpat al seu pare. Es casà l'any 860 amb Garsenda d'Albi, comtessa d'Albi, filla del comte Ermengol d'Albi, amb la qual va tenir tres fills:
- Ramon II de Tolosa (861- 923), comte de Tolosa, que el va succeir a Tolosa, Albi, Nimes
- Ermengol de Roergue, (870-937), comte de Roergue i Carcí
- Garsenda de Narbona i Tolosa (875-915), casada amb Guifré II de Barcelona. Sobre els orígens de Gersinda com a descendent d'Odó i Garsenda d'Albi, hi ha discrepàncies entre els historiadors. El genealogista hongarès Szabolcs de Vajay va proposar, en un article aparegut el 1980, que l'esposa del comte Guifré II de Barcelona era filla del comte Odó I de Tolosa i de Garsenda d'Albi. Es basava en arguments onomàstics: la coincidència del nom Garsenda, entre l'esposa de Guifré Borrell i el de la seva pretesa mare, l'esposa d'Odó; a més el nom de Riquilda que la parella comtal li va posar a la seva única filla no era conegut fins aquell moment dins el casal de Barcelona. Vajay li atribuïa a aquest nom un origen albigès, la línia materna.[2] Però aquesta tesi sobre l'origen tolosà de la comtessa Garsenda ha estat rebutjada per Martí Aurell i Christian Settipani que argumenten que el nom Riquilda ja havia estat utilitzat per una de les germanes del comte Guifré.[3][4] Gersinda d'Albi (860-919) va ser tieta de Borrell II va ser també esposa d' Odó I de Tolosa, va tenir una importància política, ja que va ser comtessa de Girona i de Tortosa.